# 壹號九龍山頂

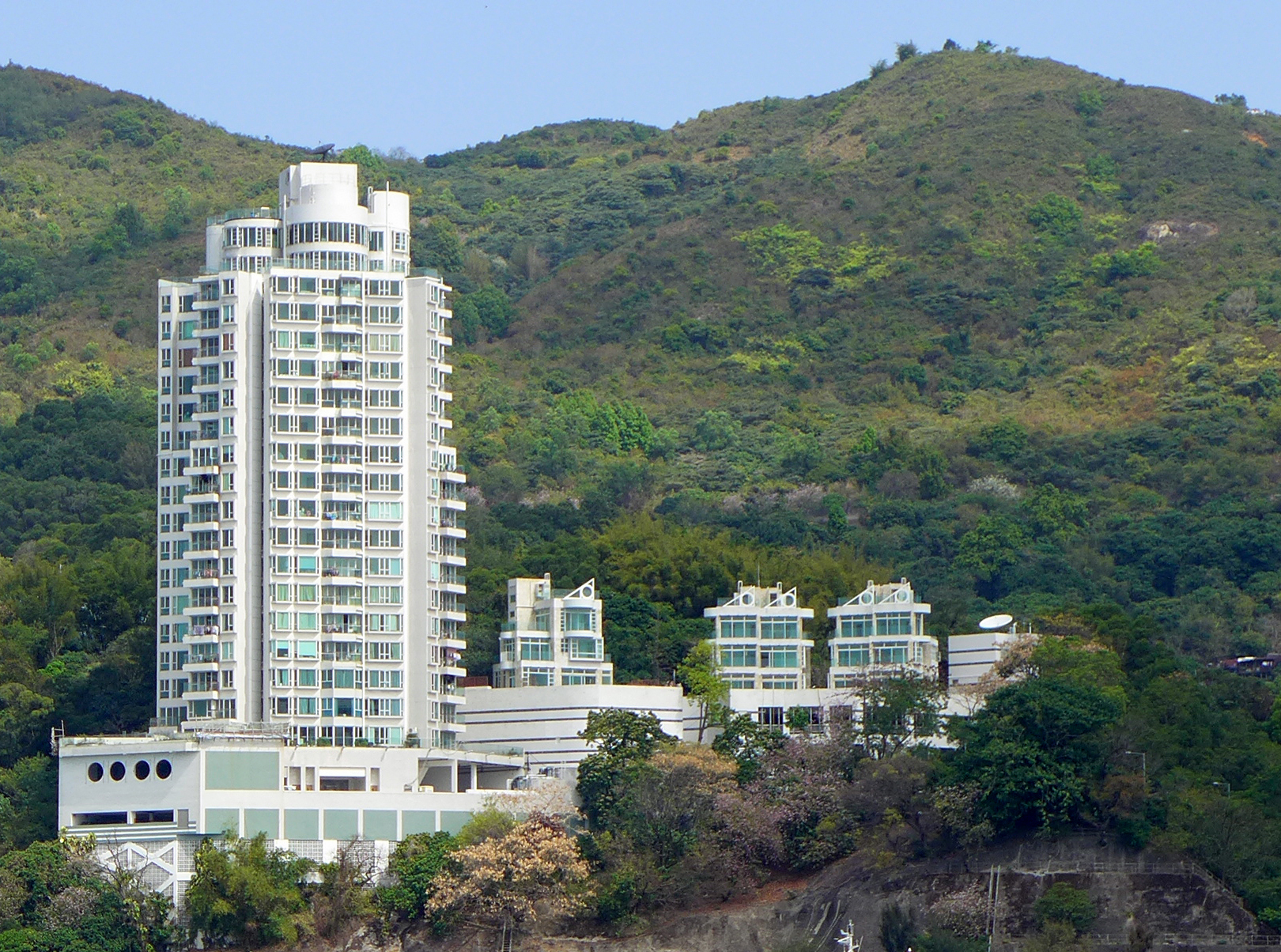
壹號九龍山頂

壹號九龍山頂（英語：One Kowloon Peak），位於新界荃灣油柑頭寶豐台8號，鄰近油柑頭濾水廠，屋苑前身為住宅寶豐臺。項目發展商為卓能集團，分兩期發展，第1期提供49伙單位，大廈結構由5個大小不一的圓柱體組成，其中18及19樓的平面圖則驟眼看貌似米奇老鼠。第2期設5座獨立別墅，並包括私家泳池、景緻花園及一個專屬會所。管理公司為卓能物業管理有限公司。

## 名稱
此樓宇雖然被命名為「壹號九龍山頂」，但其所處的荃灣屬新界(非九龍)；大廈位處的地方非山頂；門牌亦不是1號，因此名字實為誤導觀眾。。

## 沿革
此樓盤早於2007年5月向香港政府入紙申請預售樓花同意紙，同年12月已批入伙紙，惟因樹木保育問題一直拖延，更曾經於2012年5月撤回申請。至2014年6月再度入紙申請預售，同年12月終於獲批售樓花同意書，成為待批時間最長的住宅項目，全數54個單位於2015年1月底推售。

## 外部連結
- 官方網頁 （页面存档备份，存于）